# Cornell (Wisconsin)
Cornell – miasto w Stanach Zjednoczonych, w stanie Wisconsin, w hrabstwie Chippewa.